# Нове (Шилкинський район)
Но́ве (рос. Новое) — село у складі Шилкинського району Забайкальського краю, Росія. Входить до складу Ононського сільського поселення.

## Населення
Населення — 172 особи (2010; 236 у 2002).
Національний склад (станом на 2002 рік):
- росіяни — 79 %